# Les Fues
Les Fues és un indret del terme de Sarroca de Bellera, al Pallars Jussà.
Estan situades al nord-oest del poble de Sarroca de Bellera, a ponent de Vilella. Les Comelles són la